# O’Neil Longson
O’Neil Longson (* 1933 oder 1934) ist ein professioneller US-amerikanischer Pokerspieler. Er ist dreifacher Braceletgewinner der World Series of Poker.

## Pokerkarriere

### Werdegang
Seine erste Geldplatzierung bei einem Live-Turnier erzielte Longson im Mai 1980 bei der World Series of Poker (WSOP) in Las Vegas. Dort erreichte der Amerikaner bei einem Turnier der Variante No Limit Hold’em den Finaltisch. Auch in den folgenden Jahren war er bei der WSOP zu sehen und platzierte sich vereinzelt im Geld. 1991 belegte er im Main Event den zwölften Platz. Bei der WSOP 1994 gewann Longson ein Turnier in Pot Limit Omaha und damit rund 100.000 US-Dollar Preisgeld sowie ein Bracelet. Anfang März 1995 gewann er das Main Event des L.A. Poker Classic in Los Angeles mitsamt 114.000 US-Dollar. Mitte November 1996 siegte er bei der United States Poker Championship in Seven Card Stud und kassierte dafür 200.000 US-Dollar Preisgeld. Bei der World Series of Poker 2003 gewann er sein zweites Bracelet in Deuce to Seven Lowball und erreichte einen zweiten Platz in Pot Limit Omaha. Sein drittes Bracelet gewann der Amerikaner bei der im Rio All-Suite Hotel and Casino am Las Vegas Strip ausgespielten WSOP 2005 in Seven Card Razz. Seitdem blieben größere Turniererfolge aus. Seine bis dato letzte Geldplatzierung erzielte er im Juni 2017.
Insgesamt hat sich Longson mit Poker bei Live-Turnieren mehr als 2 Millionen US-Dollar erspielt.

### Braceletübersicht
Longson kam bei der WSOP 26-mal ins Geld und gewann drei Bracelets:
| Jahr | Buy-in (in $) | Turnier                         | Teilnehmer | Preisgeld (in $) |
| ---- | ------------- | ------------------------------- | ---------- | ---------------- |
| 1994 | 1500          | Pot Limit Omaha                 | 168        | 100.800          |
| 2003 | 5000          | No Limit Deuce to Seven Lowball | 028        | 147.680          |
| 2005 | 1500          | 7 Card Razz                     | 291        | 125.690          |